# Wiesław Myśliwiec
Wiesław Myśliwiec (ur. 12 czerwca 1963 w Rzeszowie, zm. 24 września 2017 w Pafos na Cyprze) – polski samorządowiec, działacz opozycji antykomunistycznej w PRL, radny Rzeszowa.

## Życiorys
Ukończył studia na Wydziale Ekonomii rzeszowskiej filii Uniwersytetu Marii Curie-Skłodowskiej w Lublinie. Od 1982 roku był członkiem rzeszowskich struktur Niezależnego Zrzeszenia Studentów, a od 1984 roku – Solidarności Walczącej. Zajmował się drukowaniem i kolportażem podziemnej prasy i ulotek, za co we wrześniu 1985 roku został aresztowany i skazany na karę 1,5 roku pozbawienia wolności. Karę odbywał w zakładzie karnym w Załężu, skąd został warunkowo zwolniony w marcu 1986 roku na mocy decyzji Rady Państwa. We wrześniu 1986 roku powrócił na uczelnię po relegowaniu z niej, nadal zajmując się dystrybucją prasy podziemnej.
W 1989 roku był członkiem rzeszowskiego Komitetu Obywatelskiego „Solidarność” oraz reaktywowanego NZS Uniwersytetu Marii Curie-Skłodowskiej Filia w Rzeszowie. Był delegatem na I i II Zjazd NZS we Wrocławiu i Gdańsku, a w 1990 roku przewodniczył Międzyuczelnianej Komisji Zrzeszenia w Rzeszowie. W latach 1990–1992 był radnym Rzeszowa z ramienia KO „Solidarność”. W okresie 1997–2001 przewodniczył miejskim strukturom Akcji Wyborczej Solidarność, pełniąc również funkcję członka Zarządu Wojewódzkiego AWS. W latach 1990–1995 jako pełnomocnik, a następnie dyrektor kierował Rzeszowskim Ośrodkiem Samorządu Terytorialnego Fundacji Rozwoju Demokracji Lokalnej. Następnie pracował w Zakładzie Usług Poligraficznych w Boguchwale (1995-1996) oraz prowadził handlową działalność gospodarczą (1996-1999). Od 1999 roku był kierownikiem Oddziału Wspierania Rozwoju Gospodarczego w Urzędzie Marszałkowskim Województwa Podkarpackiego. Należał do NSZZ „Solidarność” w Urzędzie (od 2004), Grupy Ujawnić Prawdę w Rzeszowie (od 2006) oraz Stowarzyszenia Osób Represjonowanych w Stanie Wojennym (od 2007).

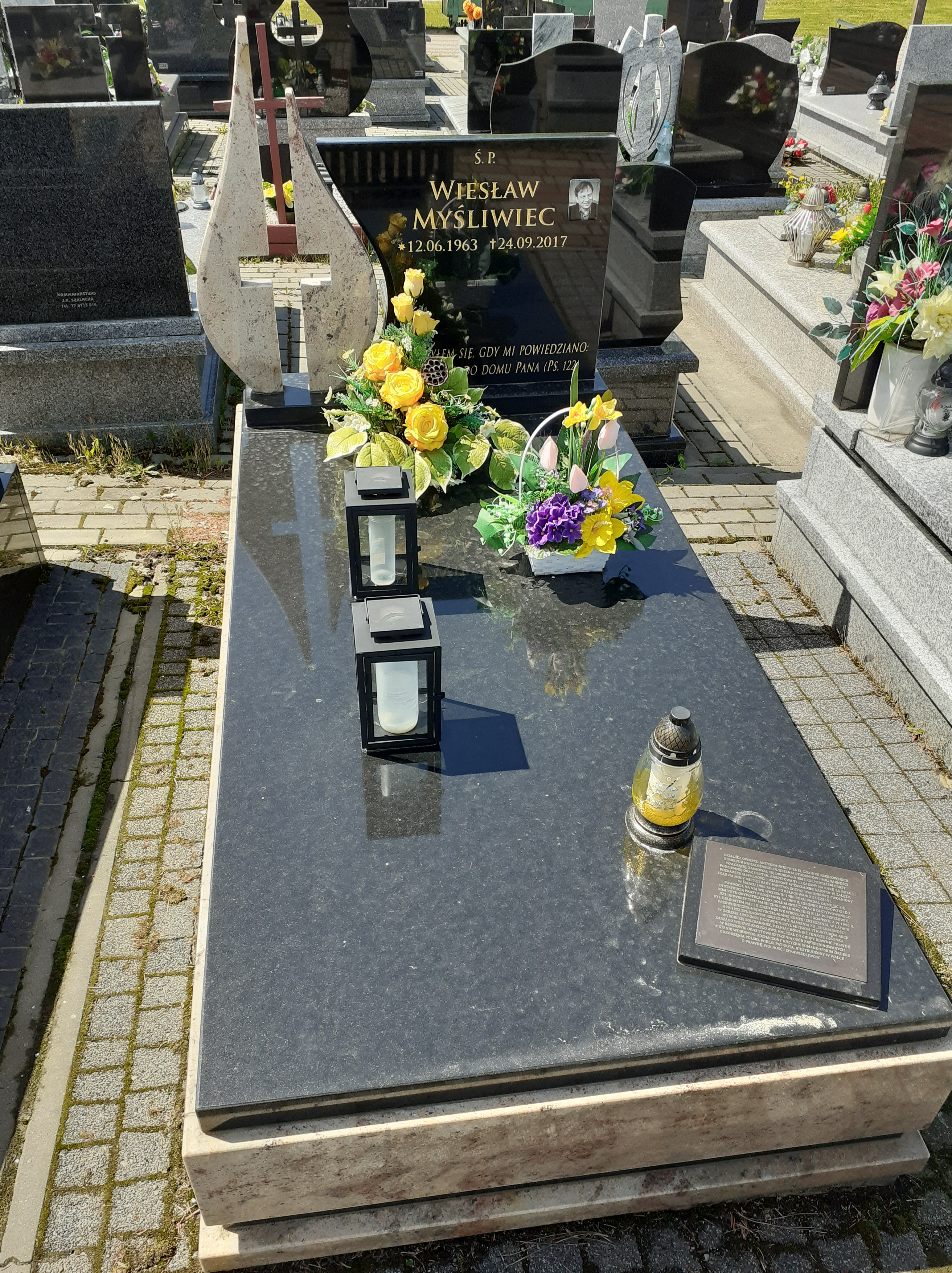
Nagrobek Wiesława Myśliwca

Zmarł tragicznie wskutek utonięcia podczas urlopu w Pafos na Cyprze. Został pochowany na cmentarzu Wilkowyja w Rzeszowie.

## Odznaczenia
W 2016 roku został odznaczony Krzyżem Wolności i Solidarności, a pośmiertnie Krzyżem Komandorskim Orderu Odrodzenia Polski.